# Firmenlauf

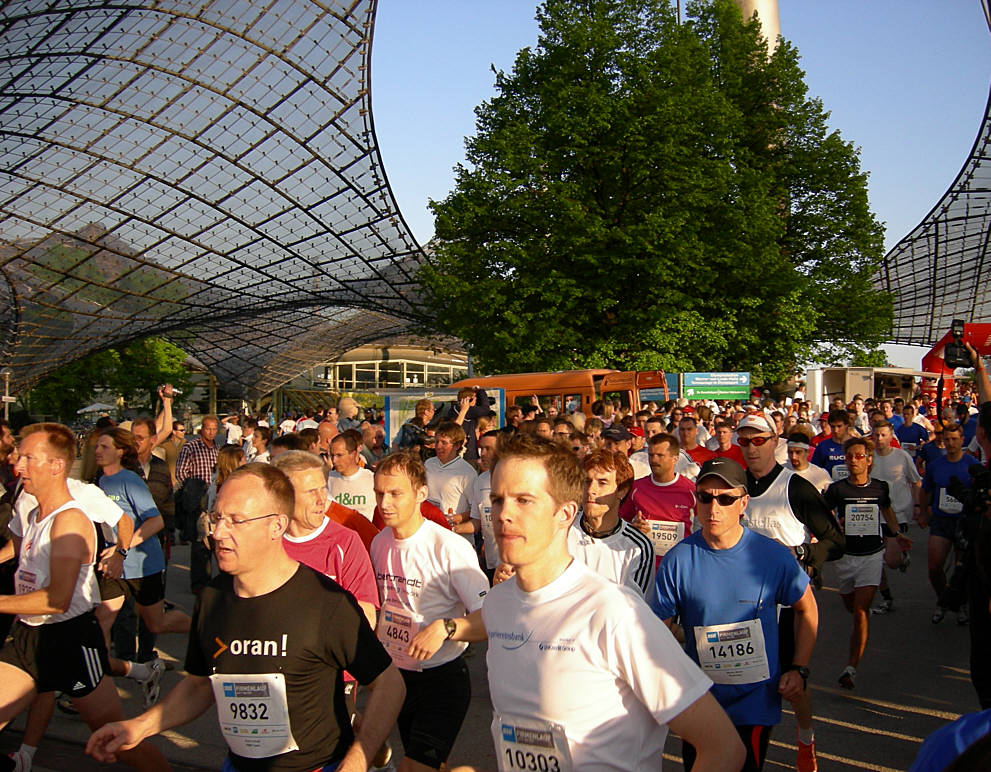
Start beim Münchner Firmenlauf 2006

Ein Firmenlauf, Firmenfitnesslauf, FUNLauf, Firmencup oder Unternehmenslauf ist eine Laufveranstaltung, an der sich einzelne oder mehrere Mitarbeiter von Unternehmen, Behörden, Schulen, Vereinen und anderen Organisationen beteiligen können. Die Strecke, die die Teilnehmer dabei zurückzulegen haben, liegt üblicherweise zwischen 4 und 7 km. Diese vergleichsweise kurze Distanz soll es ermöglichen, dass möglichst viele Hobbyläufer teilnehmen können. Bei Firmenläufen steht nicht die sportliche Leistung, sondern das Gemeinschaftserlebnis und der Gesundheitsgedanke im Vordergrund.
Firmenläufe können als Einzel-, Gruppen- oder Mannschaftslauf oder auch als Staffellauf (Ekiden) organisiert sein. Populär wurden sie unter anderem durch die JPMorgan Chase Corporate Challenge (JPCCC), die seit 1977 in den Vereinigten Staaten veranstaltet und Anfang der 1990er Jahre auch in Europa bekannt wurde. Seit 1993 gibt es mit dem Frankfurter Firmenlauf einen Ableger der JPCCC, an dem heute jährlich etwa 70.000 Menschen teilnehmen. Der Lauf ist damit die größte Laufveranstaltung dieser Art in Deutschland. Seit dem Jahr 2000 wurden in vielen europäischen Städten weitere Firmenläufe gegründet, die sich immer größer werdender Beliebtheit erfreuen.
Organisiert und unterstützt werden Unternehmensläufe von Sportvereinen, Städten, Krankenkassen oder Wirtschaftsunternehmen.

## Firmenläufe im deutschsprachigen Raum (Auswahl)

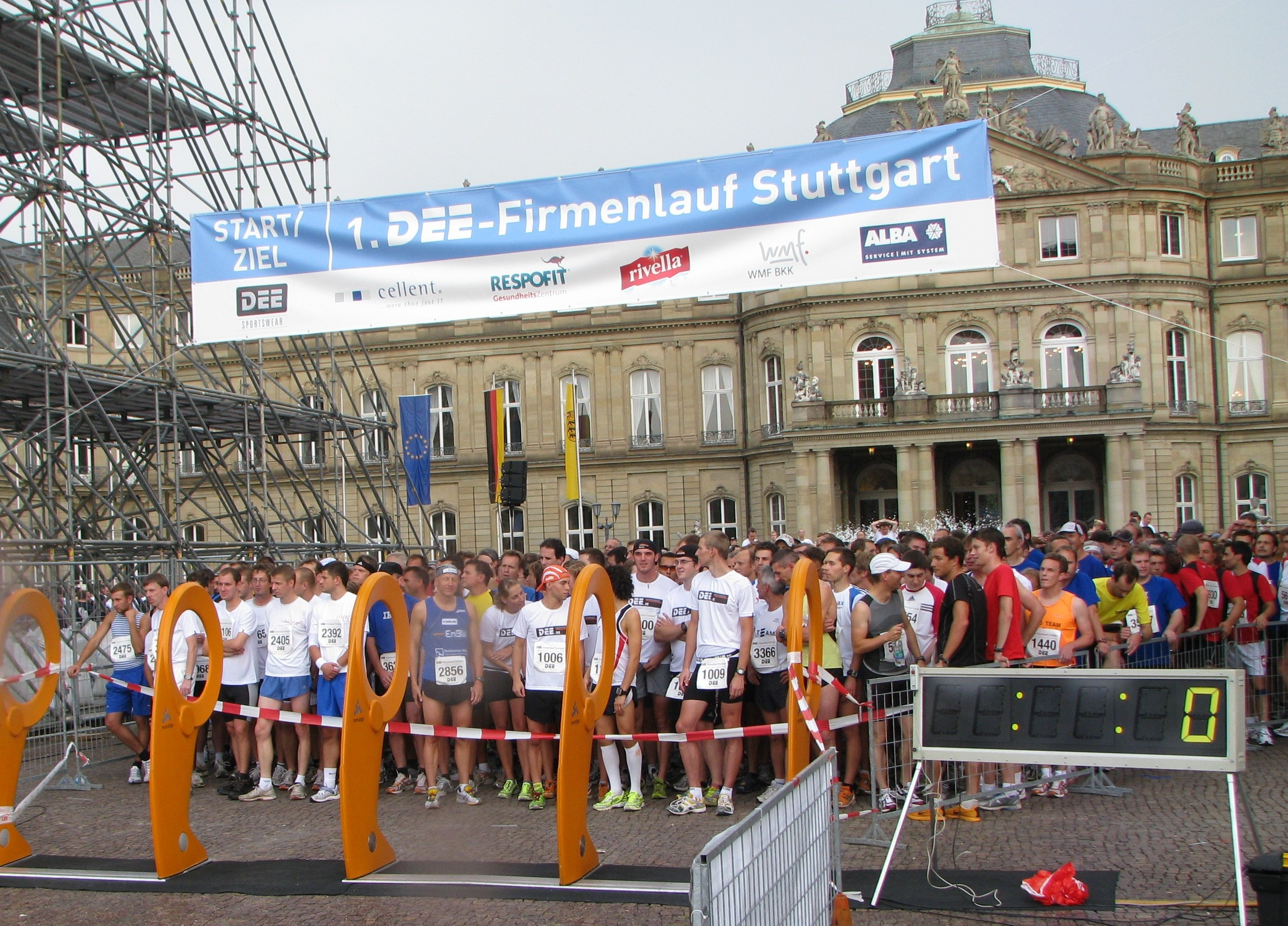
Start beim Stuttgarter Firmenlauf 2008 mit über 4000 Teilnehmern

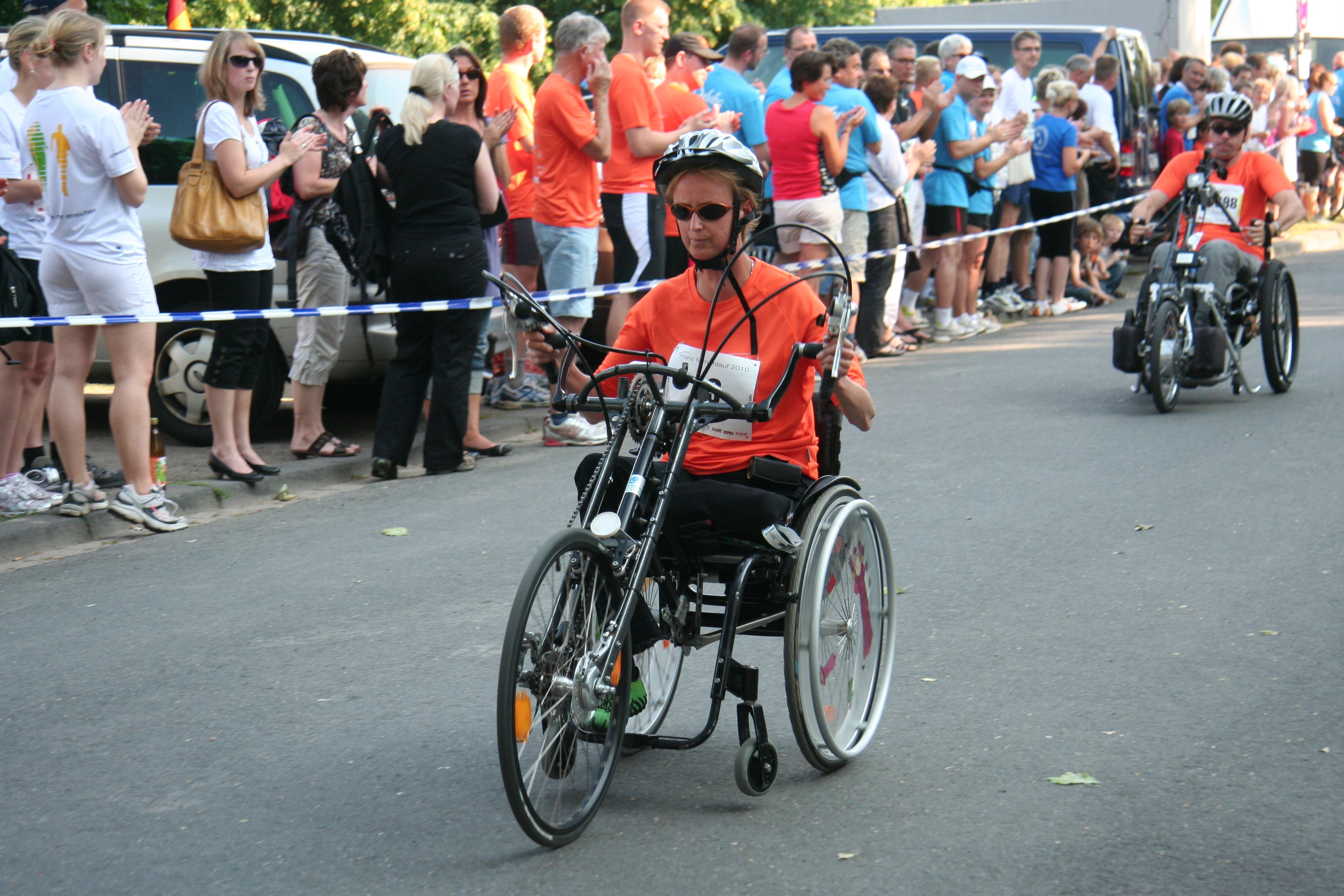
Behinderte Sportler 2010 beim Münz-Firmenlauf in Koblenz

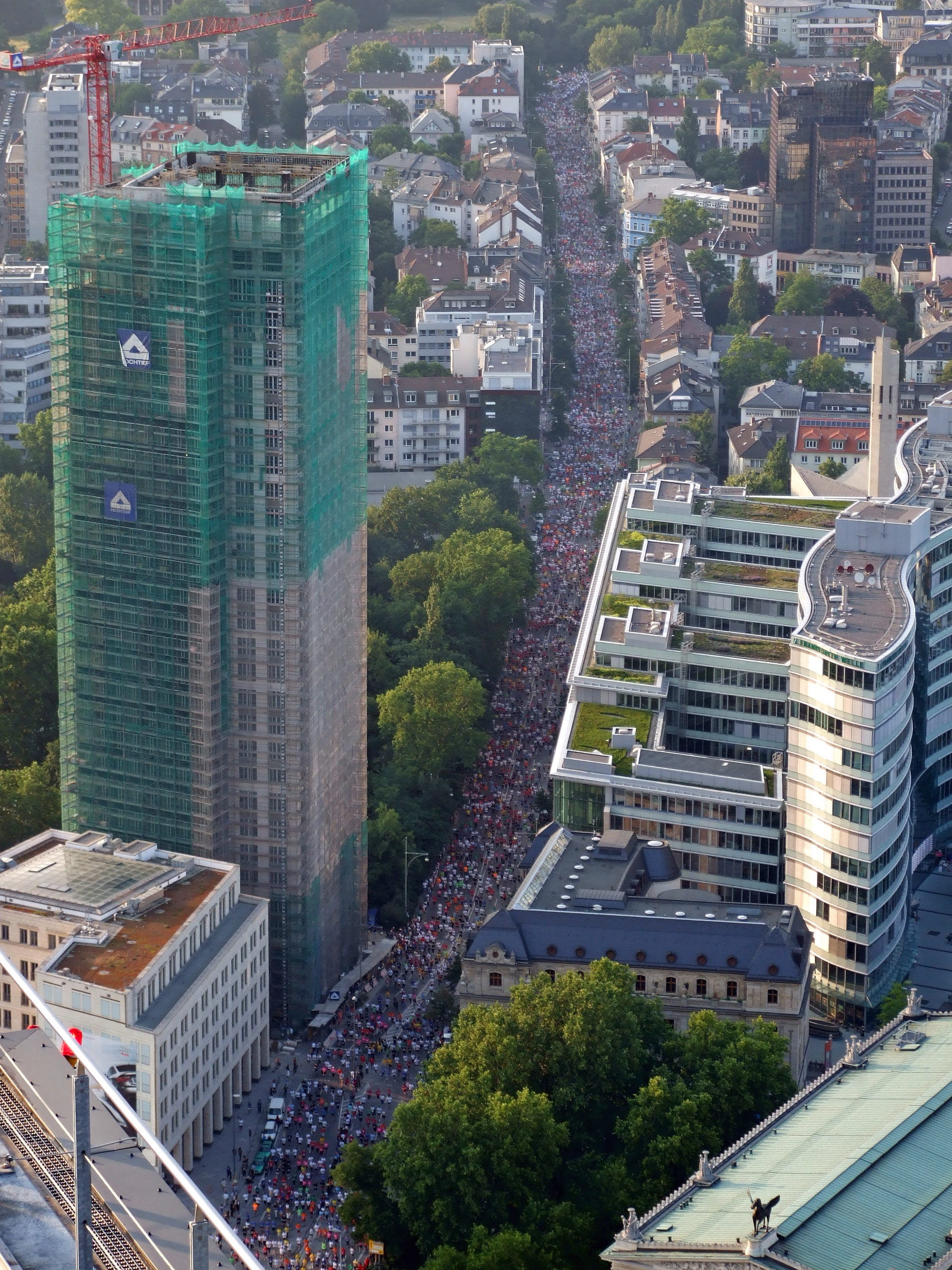
Der Frankfurter Reuterweg angefüllt mit Teilnehmern des Firmenlaufes im Jahr 2007

- B2Run, 240.000 Teilnehmer an über 20 Standorten, z. B. in Köln
- Berliner Firmenlauf – Start: Brandenburger Tor, Ziel: Straße des 17. Juni, 2017: > 17.500 Teilnehmer[4]
- Dresden: REWE Team Challenge – seit 2008 Dresden, 2016: 16.000 Läufer[5]
- Frankfurter Firmenlauf – JPMorgan Chase Corporate Challenge Frankfurt am Main, 2015: 70.000 Teilnehmer
- Rhein-Neckar-Metropolregion: BASF-Firmencup – Firmenlauf am Hockenheimring
- Siegerländer Firmenlauf – 2014: über 9.000 Läufer